# L’Hermitière
L’Hermitière település Franciaországban, Orne megyében. Lakosainak száma 208 fő (2018. január 1.). L’Hermitière Préaux-du-Perche, Gémages, La Rouge, Saint-Cyr-la-Rosière, Val-au-Perche és Le Theil községekkel határos.

## Népesség
A település népességének változása:
| Lakosok száma | 241  | 216  | 178  | 209  | 268  | 269  | 268  | 251  | 213  | 208  |
|               | 1962 | 1968 | 1975 | 1982 | 1990 | 2008 | 2013 | 2015 | 2017 | 2018 |